# Sciara multisetifera
Sciara multisetifera là một ruồi trong họ Sciaridae, thuộc chi Sciara. Loài này được Pettey miêu tả khoa học đầu tiên năm 1918.